# Philipp Paul Theodor Dürr
Philipp Paul Theodor Dürr (auch Philipp Paulus Theodor Dürr oder Theodor Dürr; * 2. Oktober 1793 in Münden; † 23. Dezember 1875 in Hannover) war ein deutscher Mediziner.

## Leben
Über die frühe Ausbildung Dürrs ist wenig bekannt. Er war zunächst als Pharmazeut in Clausthal tätig und nahm 1816 an der Universität Göttingen ein Studium der Medizin auf. Dort wurde er 1819 mit der Dissertation De vita, maxime vigiliarum somnique respectu zum Dr. med. promoviert. Anschließend bildete er sich an anderen deutschen Hochschulen weiter und ließ sich schließlich 1821 in Hannover als Armenarzt nieder.
Dürr wurde 1836 in Hannover Hofmedicus und 1845 Badearzt von Limmer. 1842 erfolgte die Berufung in die General-Vaccinations-Commission. In dieser Funktion setzte er sich für die Einführung von Impfeinrichtungen ein, wodurch die Sterblichkeit an Pocken deutlich gesenkt werden konnte und das Königreich Hannover eine Führungsrolle in Europa einnehmen konnte. Seit dessen Gründung war er zudem Sekretär des Hannöverschen Medicinal-Collegiums. Dieser Aufgabe ging er bis 1866 nach. 
Dürr wirkte vor allem auch durch mildtätige Institutionen. So gründete er 1834 den Unterstützungsverein für Wittwen und Waisen von Aerzten aus dem Königreiche Hannover. Unter seiner Leitung wurde diese Institution auf- und ausgebaut. Außerdem gründete er eine Unterstützungskasse für hilfsbedürftige Blinde in der Landdrostei Hannover, die unter dem Namen Theodor Dürr'sche Stiftung firmierte. Daneben gehörte er zu den Mitgründern des Ärztlichen Vereins in Hannover, dem er viele Jahre als Präsident vorstand. Zudem war er im Umfeld der Gründung der Hannoverschen Lebensversicherungsanstalt aktiv.
Dürr stellte umfangreiche meteorologische Beobachtungen an, die in der Hannoverschen Zeitung Veröffentlichung fanden.

## Ehrungen
- 1851 Ernennung zum Medizinalrat
- 1862 Guelphen-Orden IV. Klasse[1]
- 1869 Königlich-Preußischer Kronen-Orden, III. Klasse[1]
- Ehrenpräsident des Ärztlichen Vereins Hannover